# Algoritmy + datové struktury = programy
Algoritmy + datové struktury = programy (anglicky Algorithms + Data Structures = Programs) je významná učebnice programování, kterou napsal Niklaus Wirth a vyšla v roce 1976. Úvodní část popisuje jazyk Pascal a pak jsou v ní postupně popsány a na příkladech vyloženy obecné principy a využití technik řazení, rekurze, stromových struktur a budování kompilátorů. Příklady jsou pojaty jako vytvoření kompletního programu.
Kniha je stále využívána a doporučována jako základní učebnice programování. Česky nevyšla, existuje ale slovenský překlad.

## Obsah
1. Základní datové struktury – rychlý úvod do jazyka Pascal a popis v něm obsažených typů struktur vnitřních i vnějších dat
2. Třídění (řazení) – na návrzích a postupném vylepšování algoritmů vnitřního i vnějšího třídění je ukázán postup vývoje efektivních algoritmů
3. Rekurzivní algoritmy – na několika příkladech (8 dam na šachovnici, backtracking a další) je ukázáno efektivní využití rekurze
4. Dynamické struktury – v této kapitole jsou postupně popsány datové struktury, využívající dynamické alokace paměti a vazby pomocí ukazatelů. Kompletně jsou zde řešeny AVL-stromy, B-stromy a další struktury
5. Jazykové struktury a kompilátory – kapitola popisuje vytváření syntaktického analyzátoru jednoduššího formálního jazyka

## Vydání
- první vydání: Algorithms + Data Structures = Programs, Prentice-Hall, New Jersey, 1976, ISBN 0-13-022418-9
- slovenský překlad: Algoritmy a štruktúry údajov, Alfa, Bratislava, 1989, ISBN 80-05-00153-3